# MangaFan
A MangaFan (teljes nevén: MangaFan Kiadói Kft.) egy magyar manga és más távol-keleti képregények megjelentetésével foglalkozó független kiadó. Boros Csaba, a MangaFan kiadó képviseletében 2005 szeptemberének, a Japanimánia című rádióműsorban tett nyilatkozata szerint a kiadó ama célt tűzte ki maga elé, hogy a mangát mint a popkultúra egyik szeletét elhozza Magyarországra, és a közvéleményben a mangákkal és képregényekkel kapcsolatos általános beidegződéseket megváltoztassa. A kiadó a Magyar Képregénykiadók Szövetsége tagja. 2007 május óta adja ki az anime, manga és japán témákkal foglalkozó magazint, a Mondo magazint.

## Története
A MangaFan első kiadványának az InuYasha című mangát szánta. A kiadónak azért esett a választása az InuYashára, mivel ez a sorozat már ismert volt Magyarországon az RTL Klubon vetített animének köszönhetően. Az InuYasha első kötetének megjelenését a 2005. november 26-án megrendezett Hungarocomixra tervezték, mely azonban nem jött létre, és a manga magyar kiadásban azóta sem jelent meg.
A sorozat első kiadványa Joun In-Van és Jang Kjung-Il Árnybíró című alkotása volt, mely 2006 októberében jelent meg. Mivel azonban az Árnybíró szerzői nem japánok, hanem koreaiak – még ha japán megrendelésre dolgoztak is – egyes vélemények szerint a kiadó első autentikus mangasorozata, mely egyben Magyarországon is az első volt, Kisimoto Maszasi Naruto-ja volt, mely 2007 májusában jelent meg.
2007 májusában indult el a kiadó gondozásában a Mondo magazin. A Sakuraconon megjelent magazin anime, manga, videójáték és minden más Japánnal kapcsolatos témában közölt cikkeket. A kezdetben havonta megjelenő magazin 2012 októberétől kéthavi megjelenésre állt át. Ezt megelőzően, 2010 novemberében a Mondo magazinba olvadt Magyarország másik anime-manga tematikájú magazinja, az Animestars. Jelenleg ez az egyetlen anime-manga témában, nyomtatásban megjelenő, országos terjesztésű magazin.
Ezután következett Takahasi Cutomu, Élni című one-shot (egykötetes) mangája, amely a felnőtt korosztályt célozta meg. A kiadó következő nagy dobása 2007 szeptemberében örvendeztette meg a rajongókat: a Ruróni Kensin minden idők egyik legnépszerűbb mangája Vacuki Nobuhiro tollából.
A MangaFan honlapján működő fórum a magyarországi manga/anime rajongók közösségének egyik legnépszerűbb találkozóhelyévé vált. A tagok a 2008-as SakuraCon ideje alatt rendezték meg az első MangaFan fórumtalálkozót.
A sorozat kiadványai tankóbon formátumban jelennek meg, eredeti jobbról balra olvasandó formában.
A kiadó a 2012-es tavaszi MondoConra kiadta első nem képregény könyvét is, a Bari Máriusz (művésznevén Damage) által megírt Damage Report című szociológiai írást. A könyv összegyűjti a 80-as, 90-es években elképzelt jövőképeinket, és összehasonlítja őket a jelenünkkel.
2012 decemberében jelent meg az egyedi Shirahime-syo: A hóistennő meséi a híres Clamp mangarajzoló csapattól. Ezt követte a 2013-as tavaszi MondoConon megjelent Darker than Black.

## Kiadványok
| Cím                              | Kiadás éve | Megjelent kötetek            |
| Árnybíró                         | 2006–2010  | 1–17 (+ Gaiden) (befejezett) |
| Chrno Crusade                    | 2009–2011  | 1–8 (befejezett)             |
| Darker than Black                | 2013       | 1–2 (befejezett)             |
| Death Note                       | 2008–2011  | 1–12 (befejezett)            |
| Élni                             | 2007       | 1 (befejezett)               |
| Hellsing                         | 2008–2010  | 1–10 (befejezett)            |
| Love*Com                         | 2009–      | 1–14                         |
| Nana                             | 2008–      | 1–21 (szünetel)              |
| Naruto                           | 2007–      | 1–28                         |
| Ruróni Kensin                    | 2007–      | 1–16                         |
| Shirahime-syo: A hóistennő meséi | 2012       | 1 (befejezett)               |
| Vampire Knight                   | 2010–2016  | 1–19 (befejezett)            |

## Elemental Media & Merchandising

Az Elemental Media & Merchandising logója

Az Elemental Media & Merchandising leányvállalat 2008-ban jött létre, azzal a céllal, hogy anime DVD-ket és kiegészítő termékeket gyártson és forgalmazzon. 2008 tavaszán megjelent a Fullmetal Alchemist – A bölcsek kövének nyomában 1. DVD-je, a kiadó első terméke. 2008. szeptember 25-én a mozikba került a Death Note élőszereplős film első része. 2008 őszén megjelentek a kiadó első licencelt kiegészítő termékei (merchandise): Death Note falivásznak és Narutós kulcstartók.

### Eddigi kiadások
| Cím                                              | Kiadás egyben          | Kiadás külön |
| Fullmetal Alchemist – A bölcsek kövének nyomában | –                      | 1            |
| Fullmetal Alchemist – A bölcsek kövének nyomában | –                      | 2            |
| Fullmetal Alchemist – A bölcsek kövének nyomában | –                      | 3            |
| Fullmetal Alchemist – A bölcsek kövének nyomában | –                      | 4            |
| Fullmetal Alchemist – A bölcsek kövének nyomában | –                      | 5            |
| Bleach                                           | 1. díszdoboz (5 lemez) | 1            |
| Bleach                                           | 1. díszdoboz (5 lemez) | 2            |
| Bleach                                           | 1. díszdoboz (5 lemez) | 3            |
| Bleach                                           | 1. díszdoboz (5 lemez) | 4            |
| Bleach                                           | 1. díszdoboz (5 lemez) | 5            |
| Bleach                                           | 2. díszdoboz (5 lemez) | 6            |
| Bleach                                           | 2. díszdoboz (5 lemez) | 7            |
| Death Note (befejezett)                          | 1. díszdoboz (5 lemez) | 1            |
| Death Note (befejezett)                          | 1. díszdoboz (5 lemez) | 2            |
| Death Note (befejezett)                          | 1. díszdoboz (5 lemez) | 3            |
| Death Note (befejezett)                          | 1. díszdoboz (5 lemez) | 4            |
| Death Note (befejezett)                          | 1. díszdoboz (5 lemez) | 5            |
| Death Note (befejezett)                          | 2. díszdoboz (5 lemez) | 6            |
| Death Note (befejezett)                          | 2. díszdoboz (5 lemez) | 7            |
| Kukucska kalandjai                               | –                      | 1            |
| Kukucska kalandjai                               | –                      | 2            |